# 湯川恭敏
湯川恭敏（ゆかわやすとし、1941年2月14日 - 2014年8月25日）は、日本の言語学・アフリカ語学者、東京大学名誉教授。バントゥ語が専門。
和歌山県生まれ。1963年東京大学文学部言語学科卒、1965年同大学院修士課程修了、東京外国語大学ＡＡ研究所助手、助教授、1989年東大文学部助教授、1994年教授、2000年定年退官、名誉教授、熊本大学教授、2006年退職。
1994年 東京大学　博士（文学）　論文の題は「バントゥ諸語動詞アクセントの研究」。

## 著書
- 『言語学の基本問題』 大修館書店, 1971
- 『バントゥ諸語動詞アクセントの研究』 ひつじ書房, 1995
- 『言語学』 ひつじ書房, 1999
- 『バントゥ諸語分岐史の研究』 ひつじ書房, 2011

### 共著
- 『言語学』 大江孝男共著.放送大学, 1994

### 翻訳
- 『言語社会学入門』 ジョシュア・A.フィシュマン 大修館書店, 1974

### 記念論文集
- 「言語研究の射程 湯川恭敏先生記念論集」加藤重広,吉田浩美編.ひつじ書房, 2006

## 参考
- 科研データベース: